# Хуленбуйр
Худенбуйр — сомон аймаку Дорнод, Монголія. Територія 3,8 тис. км², населення 1,9 тис. Центр — селище Баян, розташоване на відстані 130 км від Чойбалсана та 530 км від Улан-Батора.

## Рельєф
Степова місцевість. Гори Цагаан ундур (1213 м), Хух ундур (1070 м), Гурван богд (1120 м), Шилийн холбоо (1208 м). Протікає річка Херлен.

## Клімат
Різкоконтинентальний клімат. Середня температура січня −18°С, липня +20°С. Протягом року в середньому випадає 200–250 мм опадів.

## Тваринний та рослинний світ
Водяться манули, корсаки, козулі, вовки, лисиці, зайці.

## Економіка
Будівельна сировина.

## Соціальна сфера
Школа, лікарня, сфера обслуговування.